# Opération Gallop
Seconde Guerre mondiale
Batailles
Front de l’Est

Prémices :
- Campagne de Pologne
- Guerre d’Hiver

Guerre germano-soviétique :
- 1941 : L'invasion de l'URSS

- Opération Barbarossa

Front nord : 
- Guerre de Continuation
- Opération Silberfuchs
- Siège de Léningrad

Front central : 
- 2e bataille de Brest-Litovsk
- Bataille de Białystok–Minsk
- 1re bataille de Smolensk
- Bataille de Kiev

Front sud : 
- Siège d'Odessa
- Campagne de Crimée

- 1941-1942 : La contre-offensive soviétique

Front nord : 
- Poche de Demiansk
- Poche de Kholm

Front central : 
- Bataille de Moscou

Front sud : 
- Seconde bataille de Kharkov

- 1942-1943 : De Fall Blau à 3e Kharkov

Front nord : 
- Offensive de Siniavino
- Opération Iskra
- Bataille de Krasny Bor
- Opération Poliarnaïa Zvezda

Front central : 
- Opération Mars

Front sud : 
- Bataille du Caucase (opération Fall Blau)
- Bataille de Stalingrad
- Opération Uranus
- Opération Saturne
- Offensive d'Ostrogojsk-Rossoch
- Offensive de Voronej-Kastornoe
- Opération Gallop
- Opération Étoile
- Troisième bataille de Kharkov

- 1943-1944 : Libération de l'Ukraine et de la Biélorussie

Front central : 
- 2e bataille de Smolensk
- Opération Bagration

Front sud : 
- Bataille de Koursk
- Bataille du Dniepr
- Offensive Dniepr-Carpates
- Offensive de Crimée
- Offensive de Lvov-Sandomir

- 1944-1945 : Campagnes d'Europe centrale et d'Allemagne

Allemagne : 
- Offensive Vistule-Oder
- Offensive de Poméranie orientale
- Siège de Breslau
- Offensive de Prusse-Orientale
- Bataille de Königsberg
- Bataille de Seelow
- Bataille de Bautzen
- Bataille de Berlin
- Capitulation allemande

Front nord et Finlande : 
- Guerre de Laponie
- Offensive Leningrad-Novgorod
- Bataille de Narva

Europe orientale : 
- Opération Margarethe
- Insurrection de Varsovie
- Soulèvement national slovaque
- Opération Panzerfaust
- Bataille de Budapest
- Opération Frühlingserwachen
- Offensive de Vienne
- Insurrection de Prague
- Offensive de Prague
- Bataille de Slivice

Front d’Europe de l’Ouest

Campagnes d'Afrique, du Moyen-Orient et de Méditerranée

Bataille de l’Atlantique

Guerre du Pacifique

Guerre sino-japonaise

Théâtre américain

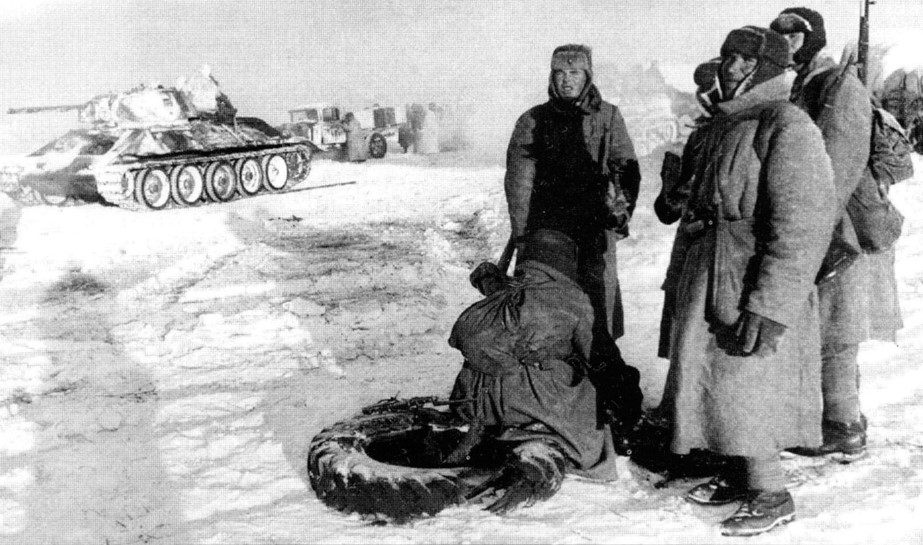

L'opération Gallop (en russe : Операция Скачок, operatsiya Skachok) est une opération de l'Armée rouge menée sur le front de l'Est pendant la Seconde Guerre mondiale. L'opération fait partie d'une série de contre-offensives après l'encerclement de Stalingrad à la suite de l'offensive allemande d'été de 1942.

## Déroulement
Le haut commandement soviétique devrait effondrer la ligne de front allemande dans le sud de la Russie / Nord-Est, en Ukraine, et lancer un certain nombre de contre-offensives afin d'exploiter la faiblesse de l'avance allemande. L'opération a été lancée le 29 janvier en conjonction avec l'opération Étoile, et dirigé contre Vorochilovgrad, Donetsk, puis vers la mer d'Azov pour finalement affronter les forces allemandes à l'est de Donetsk. Il était dirigé par le front du Sud-Ouest, commandé par Nikolaï Vatoutine. L'offensive a été initialement réussite, les Allemands ayant été repoussés sur une ligne à l'ouest de Voroshilovgrad,.
Face à la déroute au sud, le commandement allemand orchestra un certain nombre de réorganisations et créa un nouveau groupe d'armées Sud à partir des forces séparés des anciens groupes d'armées A, B et Don, placés sous le commandement d'Erich von Manstein. Les offensives soviétiques, initialement couronnées de succès, ont finalement dépassé leurs lignes de ravitaillement, conduisant à la reconquête des villes de Kharkov et de Belgorod par les Allemands lors de la troisième bataille de Kharkov,.